# Mucsfa
Mucsfa là một thị trấn thuộc hạt Tolna, Hungary. Thị trấn này có diện tích 12,75 km², dân số năm 2010 là 404 người, mật độ 32 người/km².